# Club Atlético Basáñez
Der Club Atlético Basáñez, kurz Basáñez  und CA Basáñez (Spitznamen: El Basa, Rojinegro, Sangre y Luto), ist ein Fußball- und Boxverein aus dem Stadtviertel Malvín Norte in Montevideo, Uruguay. Der Verein spielt in der Saison 2012/13 in der Amateurliga Segunda B Amateur und belegt nach dem Torneo Apertura den dritten Tabellenplatz. (Stand: 5. Dezember 2012)

## Geschichte
Der Name des am 1. April 1920 gegründeten Vereins ist auf die Calle Tomás Basáñez zurückzuführen, die wiederum nach Tomas Basáñez († 27. Februar 1873) benannt wurde. Bei diesem Mitstreiter Manuel Oribes handelte es sich um einen im Barrio Cardal ansässigen philanthropisch geprägten Großgrundbesitzer, der sowohl der Kirche als auch für andere gemeinschaftliche Zwecke Grundstücke zur Verfügung stellte. Zudem war Tomás Basáñez im Jahre 1849 Begründer von Villa Restauración. Der Club begann mit dem offiziellen Ligaspielbetrieb in der Divisional Extra der Federación Uruguaya de Football. 1925 stieg man in die Intermedia dieses Verbandes auf. Mit der Aufhebung der Spaltung des uruguayischen Fußballs Mitte der 1920er Jahre, spielte man anschließend zunächst auf barrialer Ebene. 1948 kehrte man dann unter dem Dach der AUF in die Divisional Extra zurück. Dort gewann Basáñez 1959 die Meisterschaft. 1975 war man Mitbegründer der Primera "C", dem Ligavorgänger der Intermedia. Rund 14 Jahre später folgte im Jahr 1989 der Meisterschaftsgewinn in der Segunda B Amateur (vormalige Primera Divisional "C"). Nachdem man bereits 1992 eigentlich den Aufstieg in die höchste uruguayische Spielklasse erreicht hatte, scheiterte dies letztendlich daran, weil dem Verein nach Auseinandersetzungen seiner Fans mit der berittenen Polizei beim Spiel gegen Villa Teresa einige Punkte abgezogen wurden. Der Angriff des Teams bestand seinerzeit aus „Lucho“ Romero und Juan González, die beide später zu Peñarol bzw. Nacional Montevideo wechselten.
Im Folgejahr gewann der Verein aber die Meisterschaft der zweithöchsten uruguayischen Spielklasse, der Segunda División und stieg erstmals in der Vereinsgeschichte in die 1. Liga Uruguays, die Primera División, auf. Neben den vorgenannten Stürmern gehörten dem Team von Miguel Ángel Puppo beispielsweise Torhüter Loco Navarro sowie Cuchillo Quevedo und Jacinto Cabrera an. Im folgenden Erstligajahr überraschte die Mannschaft von Julio Aude und nach wie vor im Sturm mit Lucho Romero sowie unter anderem mit Arsenio Luzardo zunächst positiv. Im Torneo Apertura belegte man in der Premierensaison auf Anhieb den zweiten Platz der Abschlusstabelle. Diesen Erfolg kehrte die Mannschaft in der folgenden Clausura jedoch spiegelbildlich um und belegte in dieser Runde nur den vorletzten Platz. In der Gesamtwertung reichte dies jedoch zum sechsten Rang. Nach insgesamt zwei Spielzeiten stieg der Verein jedoch 1995 an der Seite Progresos wieder ab. In der Spielzeit 2008/09 verhinderten dann finanzielle Probleme einen weiteren Spielbetrieb in der Segunda División. Anfangs trat man in der Apertura dann noch in der Segunda B Amateur an, zog sich aber schließlich komplett vom Spielbetrieb zurück.
Der Fußballbereich des Vereins, dessen Vereinsfarben Schwarz-Rot Bezug auf die Anarchisten-Fahne nehmen, ist derzeit weder in der Ersten noch in der Zweiten Profi-Liga vertreten. Allerdings kann der Klub bereits auf zwei absolvierte Spielzeiten in der Primera División und deren 20 in der Segunda División im Laufe der Vereinshistorie zurückblicken. Während insgesamt 50 Erstligapartien mit elf Niederlagen, 18 Unentschieden und 21 Niederlagen zu Buche stehen, besteht die Bilanz in der Zweiten Profiliga aus 476 Spielen mit 176 Siegen, 142 Unentschieden und 158 Niederlagen.
In der Saison 2010/11 spielte der Verein in der Segunda Divisional Amateur und wurde Fünfter der Apertura und Sechster der Clausura.

## Stadion
Heimstadion des Vereins ist das je nach Quellenlage 5.000 oder 6.000 Zuschauer fassende Estadio La Bombonera.

## Erfolge
- Meister der Segunda División (1993)
- Meister der Segunda B Amateur (vormalige Primera Divisional "C") (1989)
- Meister der Primera „C“ (1999)
- Meister der Divisional Extra (1959)
- Meister der Divisional "D" (1972)

## Trainerhistorie
- William Castro

## Ehemalige Präsidenten
- Sergio „Oreja“ González († November 2012)[13]

## Bekannte ehemalige Spieler
- Martín Barlocco